# Thysanodonta
Thysanodonta là một chi ốc biển, là động vật thân mềm chân bụng sống ở biển trong họ Calliostomatidae.

## Các loài
Các loài trong chi Thysanodonta gồm có:
- Thysanodonta aucklandica Marshall, 1988[2]
- Thysanodonta boucheti Marshall, 1988[3]
- Thysanodonta cassis Vilvens & Maestrati, 2006[4]
- Thysanodonta chesterfieldensis Marshall, 1995[5]
- Thysanodonta diadema Vilvens & Maestrati, 2006[6]
- Thysanodonta eucosmia Marshall, 1995[7]
- Thysanodonta festiva Marshall, 1995[8]
- Thysanodonta opima Marshall, 1995[9]
- Thysanodonta pileum Vilvens & Maestrati, 2006[10]
- Thysanodonta wairua Marshall, 1988[11]